# Gertrude de Helfta
Pour les articles homonymes, voir Sainte Gertrude.
Sainte Gertrude d'Helfta (ou Gertrude la Grande), née le 6 janvier 1256 et morte le 17 novembre 1301 ou 1302 au monastère de Helfta (Saint-Empire), est une moniale cistercienne allemande. Gratifiée de grandes faveurs mystiques elle compte parmi les figures majeures de la Mystique rhénane et est considérée comme une des initiatrices de la dévotion au Sacré-Cœur. Liturgiquement, le pape Innocent XI l'inscrivit dans le martyrologe romain de 1677 et sa fête devint universelle en 1738, elle est commémorée le 16 novembre.

## Biographie

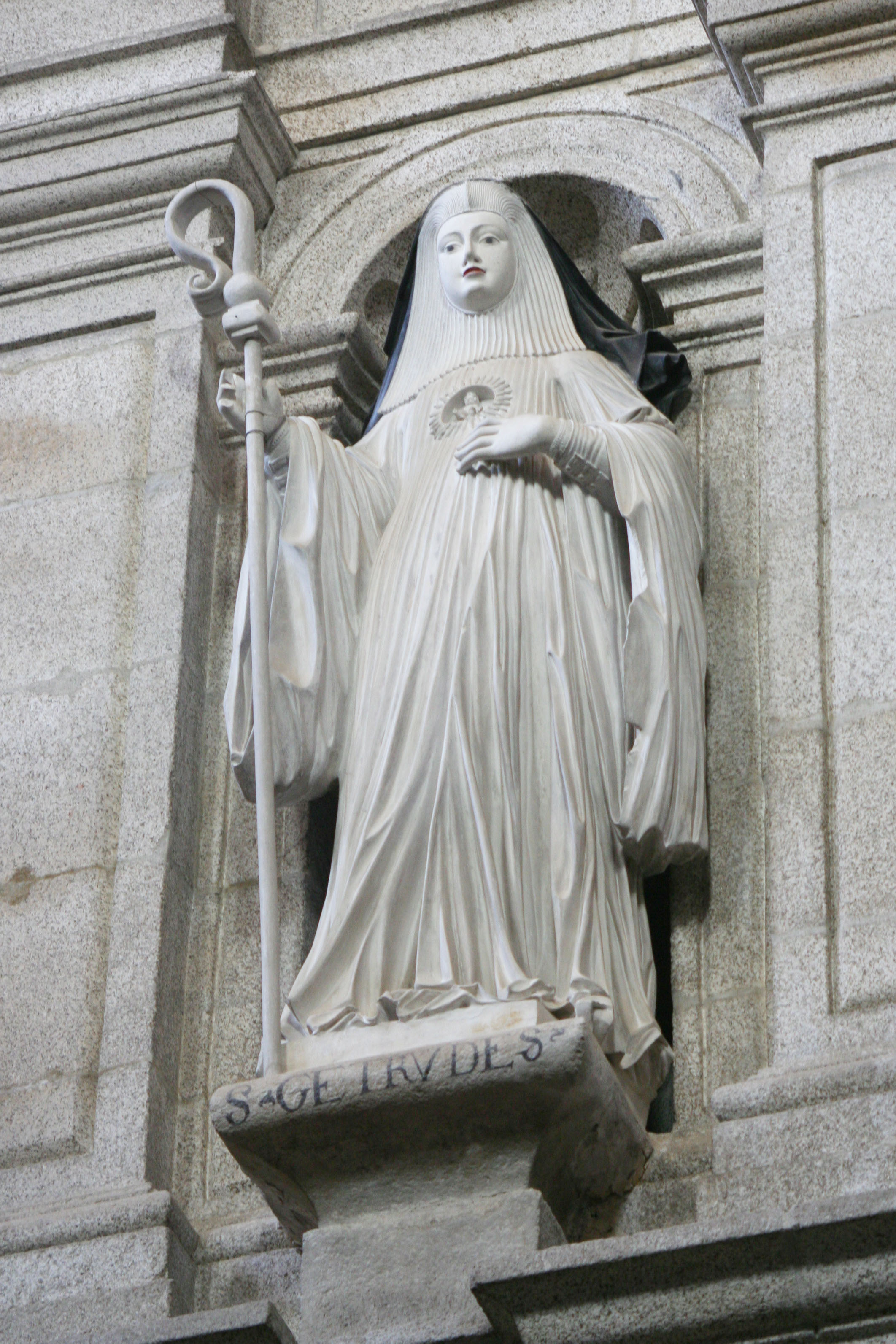
Sainte Gertrude d'Helfta au monastère d'Arouca (Portugal).

Gertrude est née le 6 janvier 1256 sans doute en Thuringe. Probablement orpheline dès son jeune âge, elle fut confiée vers cinq ans aux bons soins des moniales cisterciennes de l'abbaye d'Helfta (de), près d'Eisleben, dans l'actuel land de Saxe-Anhalt (Allemagne). Sous la direction spirituelle des dominicains de Halle, les moniales y observaient la règle de saint Benoît et se trouvaient rattachées spirituellement, sinon juridiquement, à l'ordre de Cîteaux.
L'abbesse était Gertrude de Hackeborn, et c'est la sœur de celle-ci, Mechtilde de Hackeborn, qui, âgée d'une vingtaine d'années, se chargea de l'éducation de Gertrude. Admise parmi les pensionnaires du monastère, celle-ci se révèle très vite comme une écolière particulièrement douée et tout à fait apte à suivre un enseignement qui, à Helfta, est de qualité, puisqu'il exige, outre l'apprentissage des arts libéraux (trivium et quadrivium), l'étude de l'Écriture sainte et des Pères de l'Église.
Plus tard, Gertrude rédigera en moyen allemand, langue vernaculaire, de petits traités bibliques ou des florilèges patristiques, aujourd'hui perdus. Elle réservera le latin, langue de culture, pour des œuvres plus ambitieuses: les Exercices (Exercitia spiritualia) et Le Héraut de l'Amour divin (Revelationes ou Insinuationes ou Legatus divinae pietatis). Le premier de ces livres sera un guide spirituel en sept méditations, orienté sur l'engagement baptismal, tandis que le second, écrit en 1289, rendra compte des visions et révélations de la sainte, en cinq livres, dont le deuxième seul est complètement biographique.
À 25 ans, Gertrude, devenue religieuse professe, est gratifiée d'une vision, le 27 janvier 1281, après l'office de complies, qui change le cours de sa vie spirituelle. Elle datera de ce jour le temps de sa conversion intérieure. Se reprochant ses négligences passées, la jeune intellectuelle férue de savoirs renonce aux sciences profanes, pour se consacrer au seul approfondissement de sa vie intérieure. Elle partagera désormais son existence entre la lecture, la méditation et la copie de manuscrits, le chant de l'office divin au chœur et la maladie en chambre, les grâces mystiques et l'accompagnement spirituel des moniales.
Au monastère, les épreuves ne manquent pas : en 1284, Helfta est saccagé par les frères d'une religieuse et leurs vassaux ; en 1291, l'abbesse Gertrude périt d'apoplexie. En 1295, le monastère est frappé d'interdit pour une question de dettes, et les religieuses se retrouvent privées des sacrements ; en 1298 meurt Mechtilde, l'amie de toujours, dont Gertrude avait recueilli les confidences dans Le livre de la grâce spéciale. La même année, la nouvelle abbesse démissionne ; elle ne sera remplacée qu'en 1303. Gertrude expire pendant la vacance, le 17 novembre 1301 ou 1302. Selon l'un de ses biographes, Gasparo Campacci, elle est décedée le 17 novembre 1334.

## Spiritualité

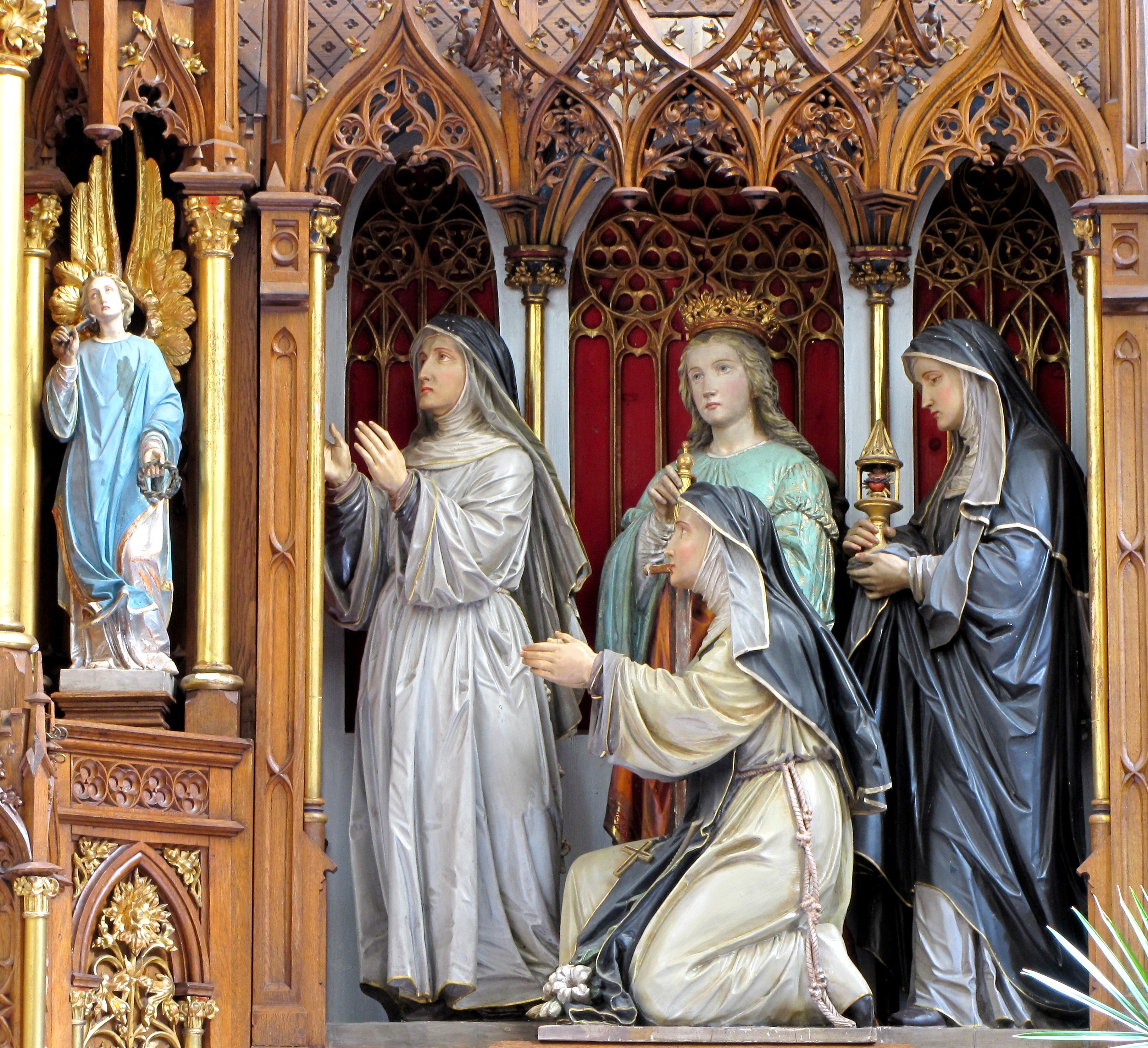
Sainte Gertrude agenouillée avec la fleur de lys.

### Vision et Révélation
À partir du XIIe siècle et des grandes visionnaires allemandes, apparaissent, dans un monde théologique dominé par les hommes, des figures féminines dont l'expression est caractérisée par la prophétie et la vision . Cependant, Gertrude ne sépare jamais ses expériences intérieures de la vie de l'Église, de l'autorité des Écritures et de l'expertise des théologiens. La liturgie et les sacrements rythment et inspirent les visions de la saint; une fois couchées sur le papier, celles-ci sont annotées de références bibliques; et lorsque le livre est terminé, la sainte le soumet à l'examen des franciscains et des dominicains. L'aventure intérieure se fait alors transmission du dialogue amoureux, au moyen d'une écriture polyphonique.

### L'atelier d'Helfta
À Helfta, l'écriture du récit de vie semble avoir été une affaire collective. Gertrude reprend les confidences de Mechtilde dans Le livre de la grâce spéciale (Liber specialis gratiae), et pour Le héraut de l'amour divin, des témoignages de consœurs encadrent et prolongent l'autobiographie de la sainte : tribut payé à l'admiration et à l'amitié, mais aussi possibilité de reconnaître sa propre expérience dans celle de l'autre, d'autant que ce qui donne forme à cette expérience, c'est une spiritualité cistercienne commune, avec ses tropismes, ses codes, ses images.

### Une spiritualité cistercienne
La sainte puise largement son inspiration dans une exégèse spirituelle du Cantique des cantiques, initiée par le fondateur de Clairvaux, Bernard de Clairvaux, au XIIe siècle, dans le contexte de la littérature courtoise. Ce type d'interprétation permet de relire le vécu de l'âme à la lumière du chant d'amour biblique, et d'éclairer, en retour, les multiples niveaux de signification du texte sacré. De cette exégèse émerge une mystique dite sponsale (en allemand Brautmystik), laquelle se manifestera, entre autres, dans une attention inédite portée au cœur de Jésus. Avant Gertrude, c'est le cas, semble-t-il, chez les cisterciens Guerric d'Igny et Lutgarde de Tongres.

### Le mariage mystique

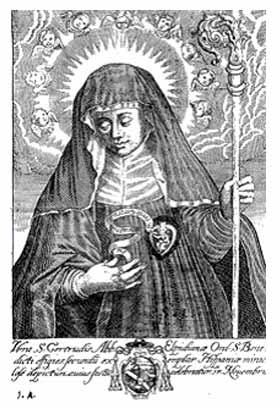
Vous me trouverez au cœur de Gertrude.

Dans l'histoire d'amour entre Gertrude et le Christ, il est difficile de saisir, depuis l'instant de la conversion intérieure, une réelle progression. Il y aurait plutôt, tout au long du récit, déploiement de ce que cet instant contenait de grâce et d'émerveillement (pour l'âme de voir et de sentir l'indicible), et approfondissement de la relation à travers des épisodes dialogués et des "états", où s'exprime essentiellement la douceur de l'intimité, du cœur à cœur. C'est dans ce registre du mariage mystique que Jésus initie Gertrude à la vision de son cœur sacré, exhibé comme une hostie, dans un foisonnement d'images où reviennent souvent l'arbre et le feu. Ce buisson ardent annoncerait-il une révélation ?

### En contexte rhénan
À Helfta, on ne cherche pas à dépasser les images, mais on les revendique comme un moyen de progrès sapientiel. Il ne semble pas, en effet, que les chapelains du monastère aient cherché, comme Maître Eckhart, à traduire en concepts universitaires l'expérience des moniales>. Nulle théologie spéculative dans les écrits de Gertrude, aucune mystique de l'Être, aucune psychologie de la déification. Ici, contrairement au courant eckhartien, la réflexion sur le "devenir Dieu", ne donne pas lieu à une anthropologie mais à une christologie. C'est ainsi que la sainte affirme que le cœur humain de Jésus a été déifié par la Trinité, afin de rendre à celle-ci l'hommage d'amour parfait, et de suppléer par là aux déficiences de la créature humaine.

### Une christologie du Médiateur

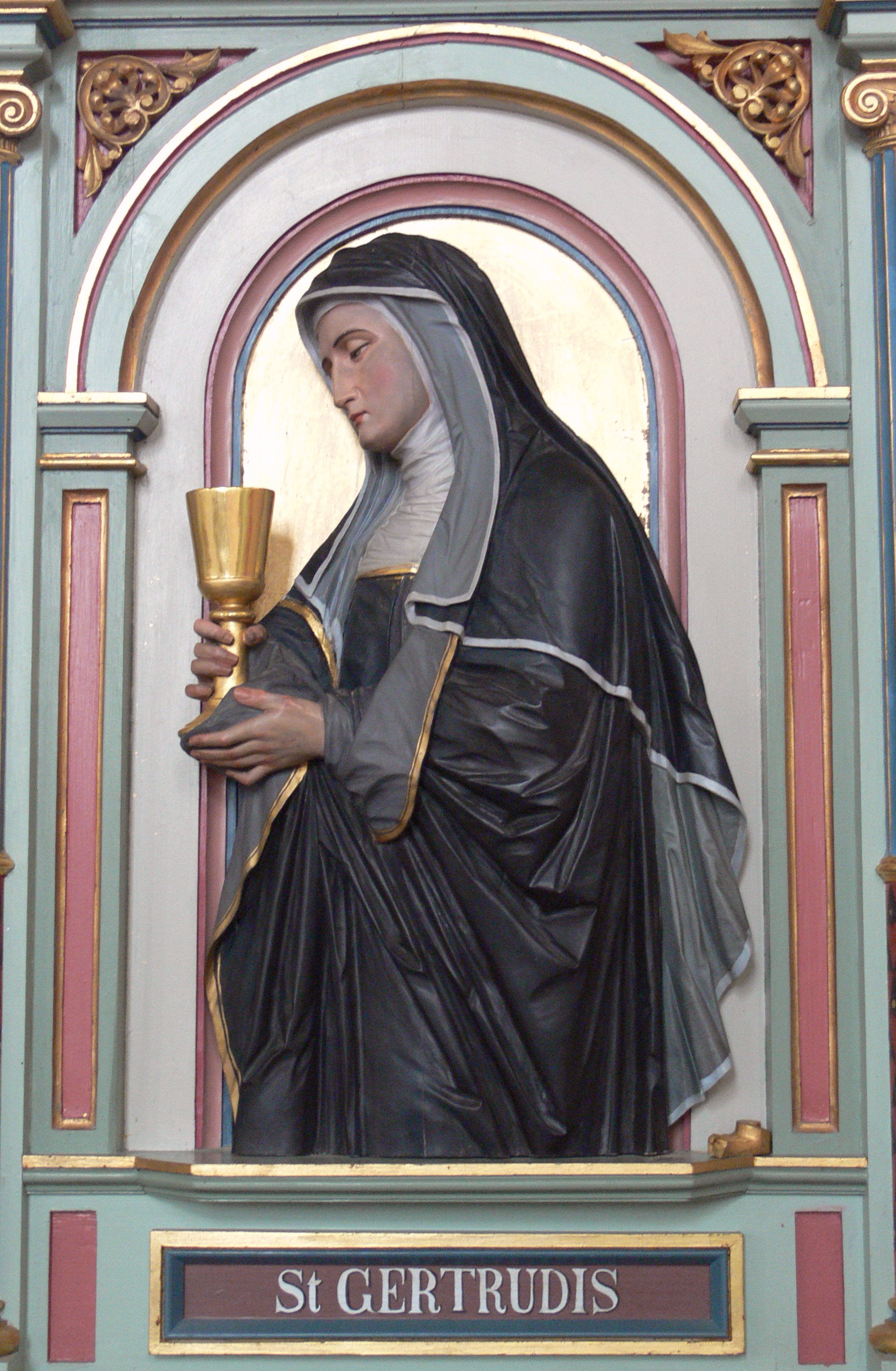
Chez Gertrude, dévotion au Saint-Sacrement et dévotion au Sacré-Cœur vont de pair.

Aux yeux de la sainte, le cœur de Jésus-Christ n'est pas seulement le lieu de l'union avec la créature, il est d'abord ce cœur humain déifié, qui porte au Père l'oblation amoureuse dont il constitue le gage ; et l'union au Christ n'épuise pas l'expérience mystique, puisque celle-ci est encore participation, par la grâce enveloppante de cette union, à l'acte d'offrande christique. Comme tant d'autres témoins du XIIIe siècle, Gertrude trouve dans le symbolisme du sacrifice eucharistique le modèle et l'inspiration de sa foi. C'est pourquoi elle se rapproche de l'enseignement de la Lettre aux Hébreux, dans laquelle Jésus, rendu parfait par son obéissance au Père, est présenté comme médiateur éternel, à la fois victime et grand-prêtre. À cet office d'intercession, le Christ associe la contemplative, ce qui explique que le livre V du Héraut soit consacré à des révélations sur le Purgatoire.

### La pédagogie du cœur
La christologie de Gertrude présente un certain caractère alternatif, que ses écrits justifient de la manière suivante : en utilisant le concept de Verbe incréé, l'Évangile selon Jean s'adresse à l'intelligence humaine, mais il faut désormais présenter le message chrétien avec plus de chaleur et d'émotion, afin de ranimer la ferveur du monde contemporain, que la sainte définit, conformément à un cliché médiéval, comme vieilli et engourdi dans son amour pour Dieu. Cette orientation pédagogique caractérise la spiritualité gertrudienne, marquée par une certaine liberté de cœur. D'où le contraste avec les apparitions ultérieures de Paray-le-Monial, axées sur la réparation des offenses au Dieu fait homme.

## Postérité

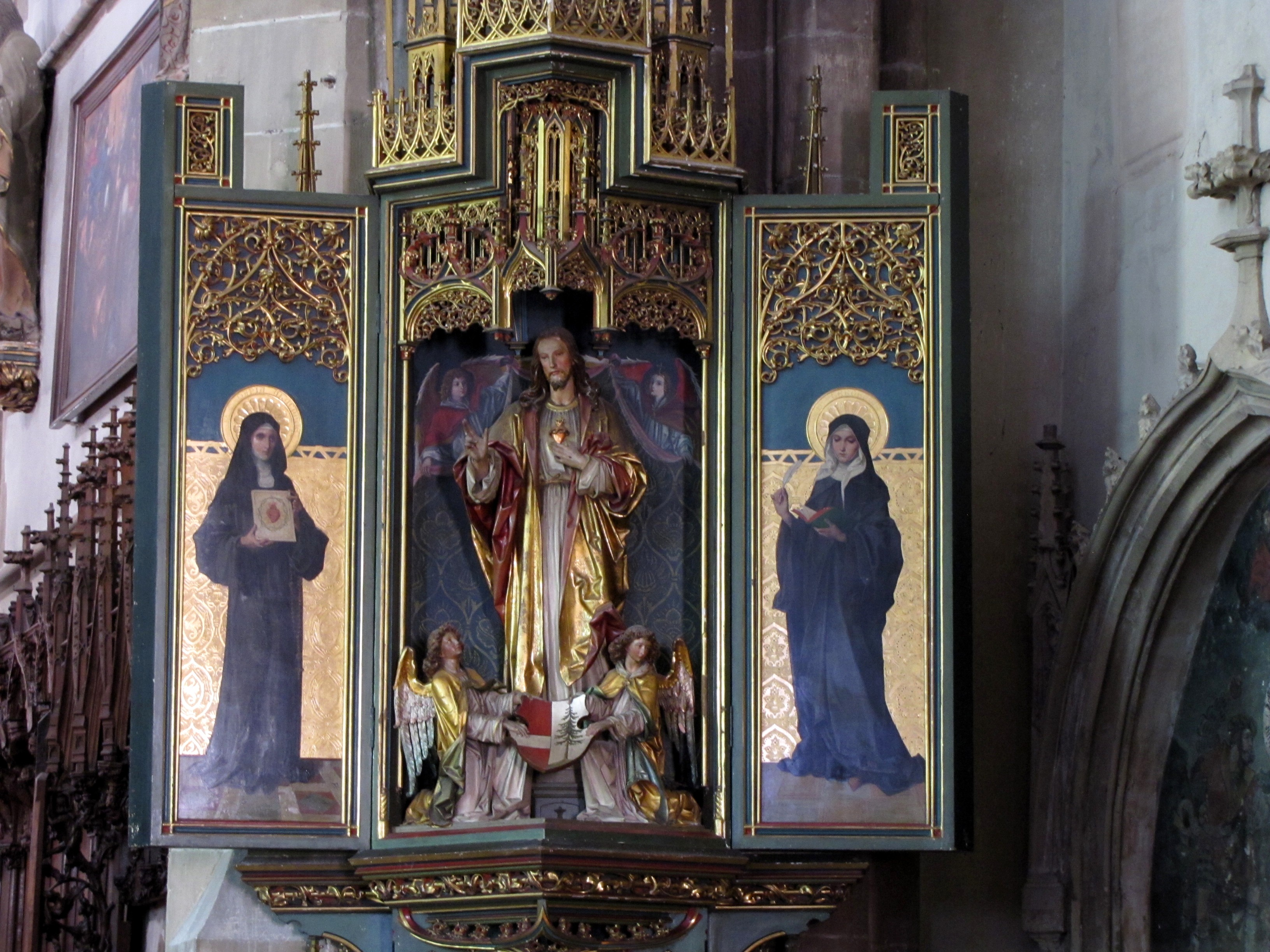
Marguerite-Marie Alacoque et Gertrude d'Helfta, entourant le Sacré-Cœur de Jésus.

Vérifiés du vivant de la sainte, puis compilés et traduits, les écrits latins de la sainte ont franchi assez rapidement les murs du monastère. Ils échappèrent ainsi à la destruction de celui-ci lors de la Réforme. En 1536, Lanspergius et les chartreux de Cologne en proposèrent une édition dont le succès s'accrut jusqu'à la fin du XVIIe siècle. C'est ainsi que Louis de Blois, qui s'inspire de Gertrude, la fait connaître à Thérèse d'Avila. Elle gagne également l'estime de grands représentants de la spiritualité française, comme François de Sales et M. Olier.
En 1670, un jésuite de Cologne compose un florilège qui eut un certain succès sous le titre de Preces gertrudianae. Vénérée dès le début du XVIIe siècle dans l'ordre bénédictin puis au Carmel, Gertrude est inscrite en 1677 au martyrologe romain et, en 1738, son culte fut étendu à l'Église universelle. Après une éclipse au siècle de Voltaire, c'est au XIXe siècle, avec la propagation de la dévotion au Sacré-Cœur, que l'œuvre de Gertrude se diffuse le plus largement, sous des formes variées, allant des traductions du Héraut, aux prières transcrites au dos des images pieuses, en passant par les opuscules édifiants.

## Bibliographie

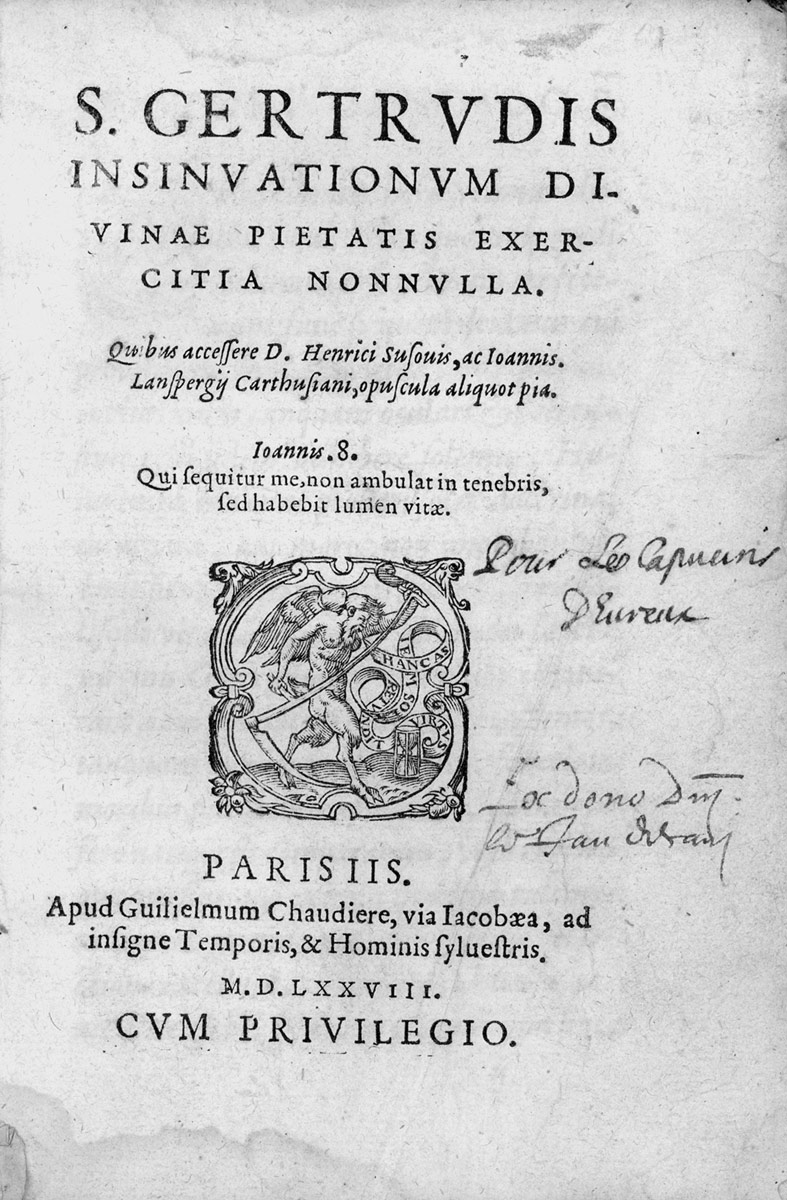
Postérité de l'œuvre spirituelle de Gertrude.

### Traductions en français
- Exercices, coll. Foi vivante, no 319,éditions du Cerf, 1993.
- Le livre de la grâce spéciales, révélations de sainte Mechtilde, Tours et Paris, Mame, 1921.
- Œuvres spirituelles, éditions du Cerf, Sources chrétiennes : Exercices (no 127, 1967), Le Héraut, livres I et II (no 139, 1968), livre III (no 143, 1968), livre IV (no 255, 1978), livre V (no 331, 1986).
- Révélations, 2 tomes, Mame, 1952.
- Les Insinuations de la Divine Pieté de Ste Gertrude, Vierge, Abbesse de l'Ordre de S Benoist. Avec l'Abbregé de sa Vie. Traduction Nouvelle, [de Mège, Antoine Joseph, trans.], Paris : Chez Jean Henault, Imprimeur, Libraire-Juré, 1671.

### Études en français
- A. Castel, Les belles prières de sainte Mechtilde et sainte Gertrude, coll. Pax, 20, Paris-Maredsous, 1925.
- P. Doyère, « Gertrude d'Helfta », dans Dictionnaire de spiritualité ascétique et mystique, t. VI, Paris, Beauchesne, 1967, p. 331-339. .
- Omer Englebert, Sainte Gertrude la grande, in La fleur des saints, Paris, Albin Michel, 1984, p. 374.
- Abbé L. Jaud, Gertrude d'Helfta, in Vie des Saints pour tous les jours de l'année, Tours, Mame, 1950.
- Sr Marie-Béatrice Rétif, Le héraut de l'Amour divin, coll. L'abeille, Paris, éditions du Cerf, 2013.
- Sr Marie-Pascale, Initiation à sainte Gertrude, Paris, éditions du Cerf, coll. « Epiphanie », 1995. .